# Coffi Roger Anoumou
Coffi Roger Anoumou (ur. 30 lipca 1972 w Dogbo-Tota) – beniński duchowny katolicki, biskup Lokossy od 2023.

## Życiorys
Święcenia kapłańskie otrzymał 27 grudnia 2003 i został inkardynowany do diecezji Lokossa. Pracował głównie w seminariach duchownych w Parakou i w Djimè. W 2021 został rektorem uczelni w Djimè.
4 marca 2023 papież Franciszek mianował go ordynariuszem diecezji Lokossa. Sakry udzielił mu 13 maja 2023 nuncjusz apostolski w Beninie – arcybiskup Mark Miles.